# Vilaverd
Vilaverd (spanisch Vilavert) ist eine Gemeinde (Municipio) mit 468 Einwohnern (Stand: 2024) im Südosten Kataloniens in Spanien. Die Gemeinde gehört zur Comarca Conca de Barberà. 

## Lage
Vilaverd liegt 26 Kilometer nördlich von Tarragona in einer durchschnittlichen Höhe von ca. 270 m. Der Francolí begrenzt die Gemeinde im Osten. 

## Bevölkerungsentwicklung
| Jahr      | 1970 | 1981 | 1991 | 2001 | 2011 | 2021 |
| --------- | ---- | ---- | ---- | ---- | ---- | ---- |
| Einwohner | 488  | 412  | 366  | 363  | 504  | 445  |

## Sehenswürdigkeiten

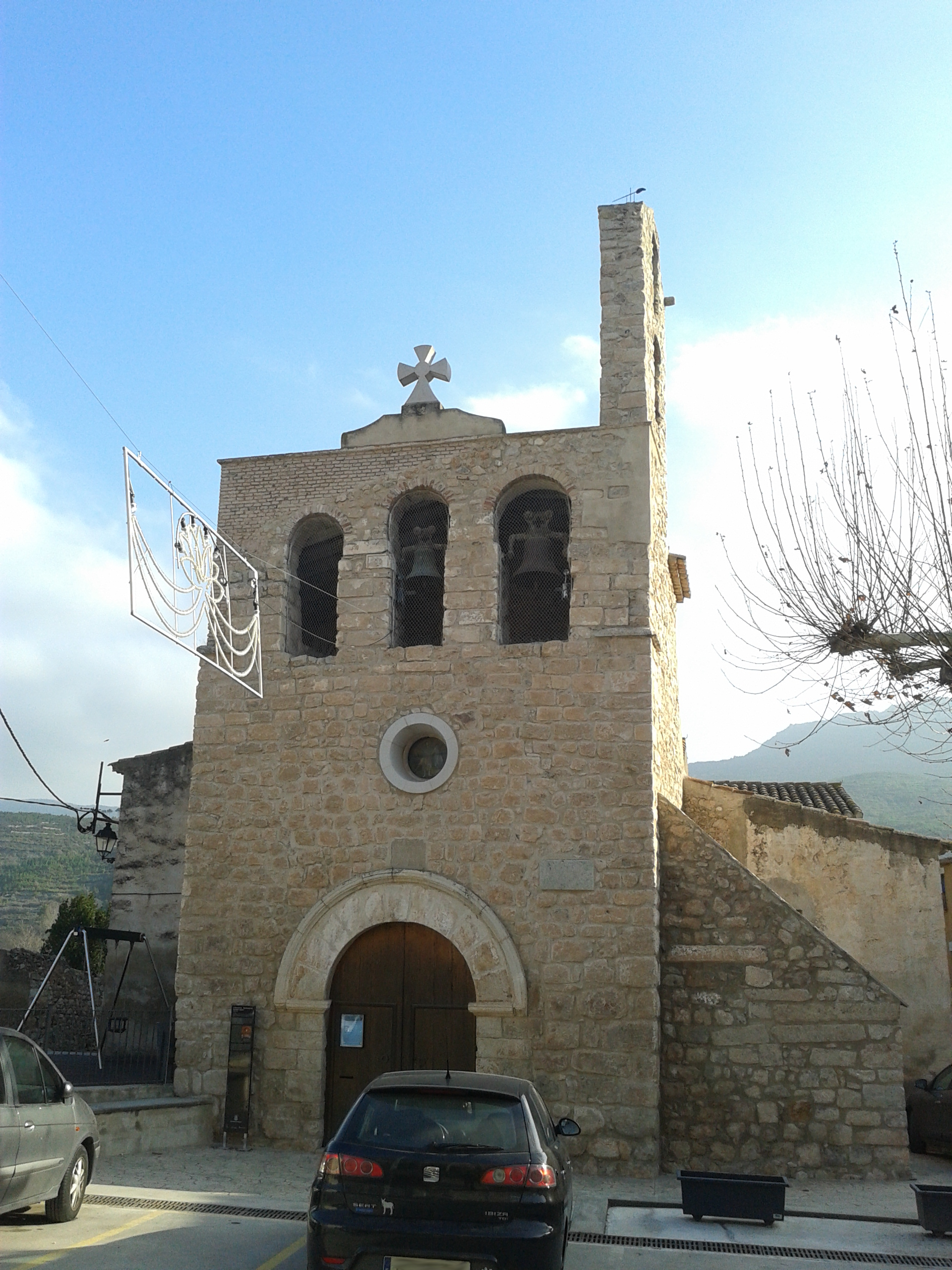
Martinskirche
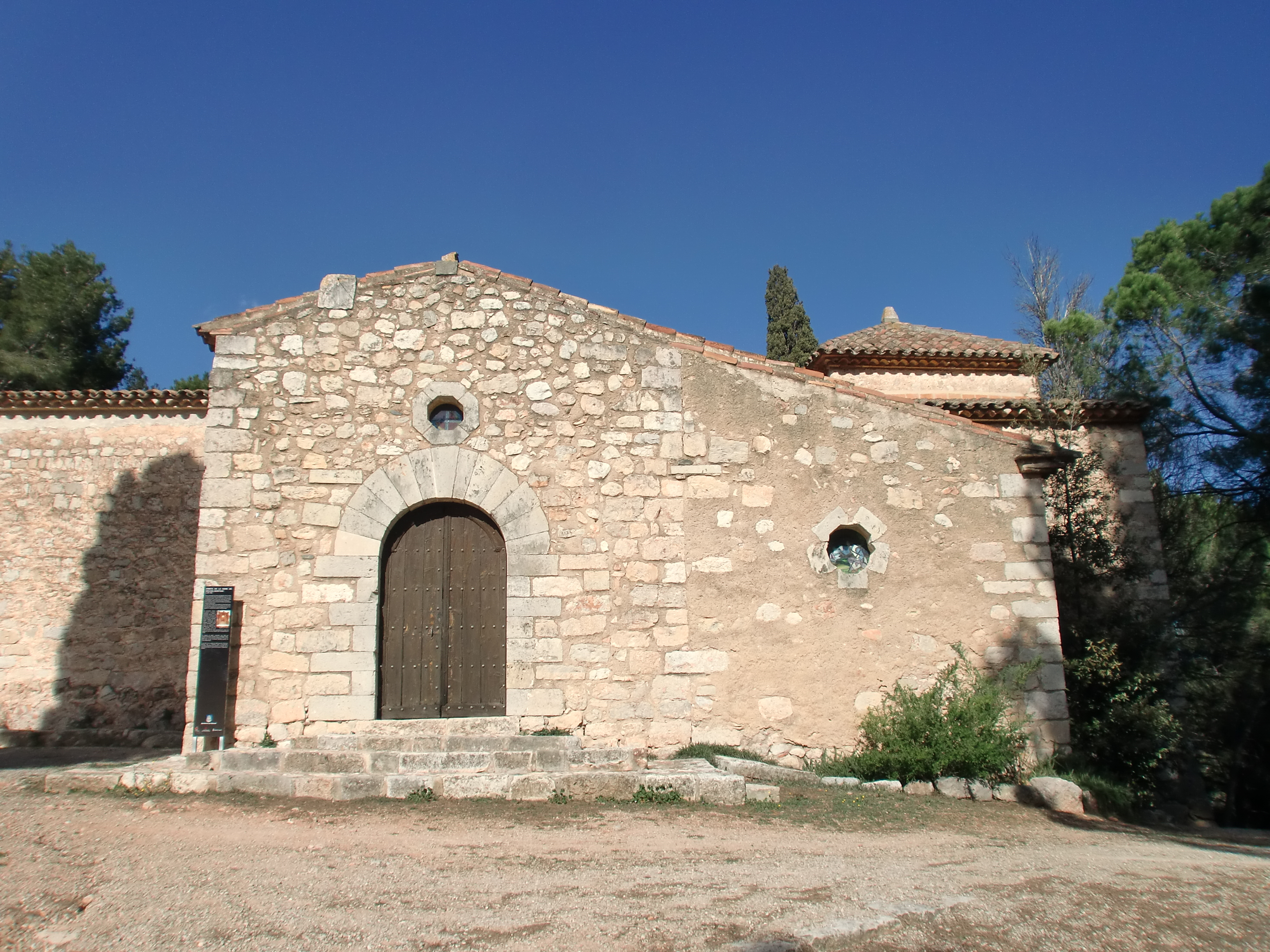
Marienkapelle

- Martinskirche
- Marienkapelle

## Persönlichkeiten
- Josep Cartañà i Inglés (1875–1963), Bischof von Girona (1933–1963)